# The Greater Good (ER)
The Greater Good is de zesde aflevering van het tiende seizoen van de televisieserie ER, die voor het eerst werd uitgezonden op 6 november 2003.

## Verhaal
Dr. Kovac en dr. Pratt krijgen een meningsverschil over de behandeling van een zwangere vrouw die vroegtijdig gaat bevallen. De moeder wil niet dat haar te vroeg geboren kind medische zorg krijgt, zij denkt dat haar kind geen levenskansen heeft. Ondertussen heeft dr. Kovac een obsessie over het behandelen van de patiënten, hij wil dat de patiënten sneller behandeld worden zonder alle standaard onderzoeken. Dr. Romano is het hier niet mee eens omdat het ziekenhuis hierdoor inkomsten misloopt. Als hij pauze heeft gaat hij naar de JumboMart, een winkel tegenover de SEH, en ontmoet daar Alex, de zoon van Samantha Taggart. 
Dr. Lewis maakt zich zorgen over haar patiënt Ben Hollander, zij denkt dat hij nog steeds zelfmoordneigingen heeft. Om zich gerust te stellen zoekt zij contact met hem op, en blijft hem steunen om in haar vrije tijd voor te lezen.
Lockhart moet nu haar rotatie meedraaien op de afdeling chirurgie en heeft al snel een aanvaring met dr. Romano.
Dr. Cooper flirt met dr. Jing-Mei.

## Rolverdeling

### Hoofdrollen
- Laura Innes - Dr. Kerry Weaver
- Mekhi Phifer - Dr. Gregory Pratt
- Alex Kingston - Dr. Elizabeth Corday
- Goran Višnjić - Dr. Luka Kovac
- Sherry Stringfield - Dr. Susan Lewis
- Ming-Na - Dr. Jing-Mei Chen
- Paul McCrane - Dr. Robert Romano
- Glenn Howerton - Dr. Nick Cooper
- Linda Cardellini - verpleegster Samantha 'Sam' Taggart
- Oliver Davis - Alex Taggart
- Deezer D - verpleger Malik McGrath
- Lily Mariye - verpleegster Lily Jarvik
- Brian Lester - ambulancemedewerker Brian Dumar
- Michelle Bonilla - ambulancemedewerker Christine Harms
- Emily Wagner - ambulancemedewerker Doris Pickman
- Parminder Nagra - Neela Rasgrota
- Maura Tierney - Abby Lockhart
- Abraham Benrubi - Jerry Markovic
- Troy Evans - Frank Martin
- Rossif Sutherland - Lester Kertzenstein

### Gastrollen (selectie)
- Bob Newhart - Ben Hollander
- Michael Angarano - Zack
- Melany Bell - moeder van Zack
- Allison Smith - Denny
- Jason Cerbone - Oliver
- Carlos Lacamara - Ron Kennedy
- Gathering Marbet - Sharon
- Sarah Shahi - Tara King